# 33 Batalion Powietrznodesantowy
33 Batalion Powietrznodesantowy (33 bpdes) – pododdział wojsk powietrznodesantowych Sił Zbrojnych PRL.
Batalion został sformowany w grudniu 1967 roku. Stacjonował w garnizonie Niepołomice. Był jednostką skadrowaną. Stan etatowy w czasie pokoju liczył 250 żołnierzy, którzy zajmowali się głównie konserwacją sprzętu i szkoleniem rezerwistów. W czasie mobilizacji jednostka uzupełniała stan do etatu wojennego. W grudniu 1976 roku batalion został rozwiązany.

## Dowódcy batalionu
- ppłk Edward Jasyk
- płk dypl. Mieczysław Toborek